# Kallsjön, Dalarna
Kallsjön är en sjö i Älvdalens kommun i Dalarna och ingår i Dalälvens huvudavrinningsområde. Sjön har en area på 0,657 kvadratkilometer och ligger 714 meter över havet. Sjön avvattnas av vattendraget Dammbäcken. Vid provfiske har abborre, gädda och mört fångats i sjön.

## Delavrinningsområde
Kallsjön ingår i det delavrinningsområde (684756-132284) som SMHI kallar för Utloppet av Kallsjön. Medelhöjden är 772 meter över havet och ytan är 12,19 kvadratkilometer. Det finns inga avrinningsområden uppströms utan avrinningsområdet är högsta punkten. Dammbäcken som avvattnar avrinningsområdet har biflödesordning 3, vilket innebär att vattnet flödar genom totalt 3 vattendrag innan det når havet efter 515 kilometer. Avrinningsområdet består mestadels av skog (74 procent) och sankmarker (20 procent). Avrinningsområdet har 0,65 kvadratkilometer vattenytor vilket ger det en sjöprocent på 5,3 procent.